# Franklin F. Korell
Franklin Frederick Korell (* 23. Juli 1889 in Portland, Oregon; † 7. Juni 1965 in Alexandria, Virginia) war ein US-amerikanischer Politiker. Zwischen 1927 und 1931 vertrat er den dritten Wahlbezirk des Bundesstaates Oregon im US-Repräsentantenhaus.

## Werdegang
Franklin Korell besuchte die öffentlichen Schulen seiner Heimat und danach die Bishop Scott Academy in Portland. Nach einem Jurastudium, das er an der University of Oregon begann und 1912 an der juristischen Fakultät der Harvard University beendete, begann er in Portland als Rechtsanwalt zu arbeiten. Während des Ersten Weltkrieges war er von 1917 bis 1919 Oberleutnant der Infanterie. Danach arbeitete er wieder als Rechtsanwalt.
Politisch wurde Korell Mitglied der Republikanischen Partei. Zwischen 1923 und 1925 war er Abgeordneter im Repräsentantenhaus von Oregon. Nach dem Tod des Kongressabgeordneten Maurice E. Crumpacker wurde er in der fälligen Nachwahl zu dessen Nachfolger im US-Repräsentantenhaus gewählt. Korell trat sein neues Mandat in Washington am 18. Oktober 1927 an. Nachdem er die regulären Wahlen des Jahres 1928 in seinem Wahlbezirk gewonnen hatte, konnte er bis zum 3. März 1931 im Kongress verbleiben. Im Jahr 1930 verlor er aber gegen den Demokraten Charles Martin.
Zwischen 1931 und 1943 arbeitete er für den Beraterstab des US-Finanzministers, im Anschluss dann bis 1959 für die Steuerbehörden. Danach zog er sich in den Ruhestand nach Alexandria in Virginia zurück, wohin er inzwischen gezogen war. Franklin Korell starb im Jahr 1965 und wurde auf dem Nationalfriedhof Arlington beigesetzt. Er war seit 1932 mit Caroline Stoddard verheiratet.